# Lambamannasandfell
Lambamannasandfell är en kulle i republiken Island. Den ligger i regionen Norðurland vestra, 140 km nordost om huvudstaden Reykjavík. Toppen på Lambamannasandfell är 703 meter över havet.
Trakten runt Lambamannasandfell är nära nog obefolkad, med mindre än två invånare per kvadratkilometer. Det finns inga samhällen i närheten. Trakten runt Lambamannasandfell består i huvudsak av gräsmarker.